# Pantògraf (ferrocarril)
|  | Per a altres significats, vegeu «Pantògraf». |

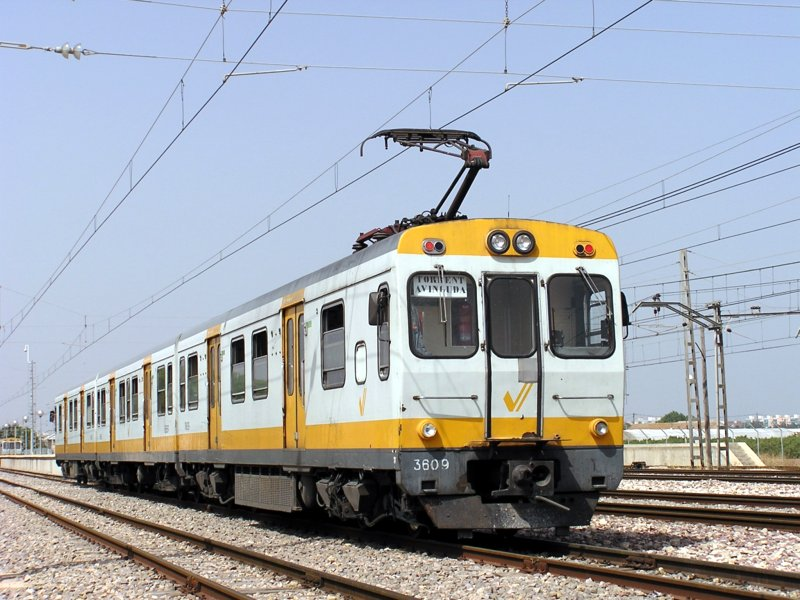
Pantògraf regulable situat sobre la unitat tractora.

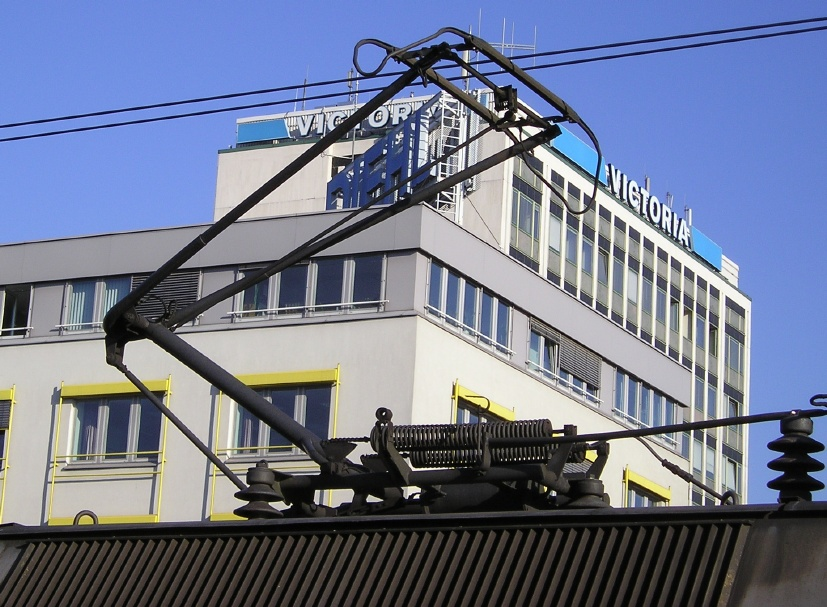
Pantògraf ferroviari.

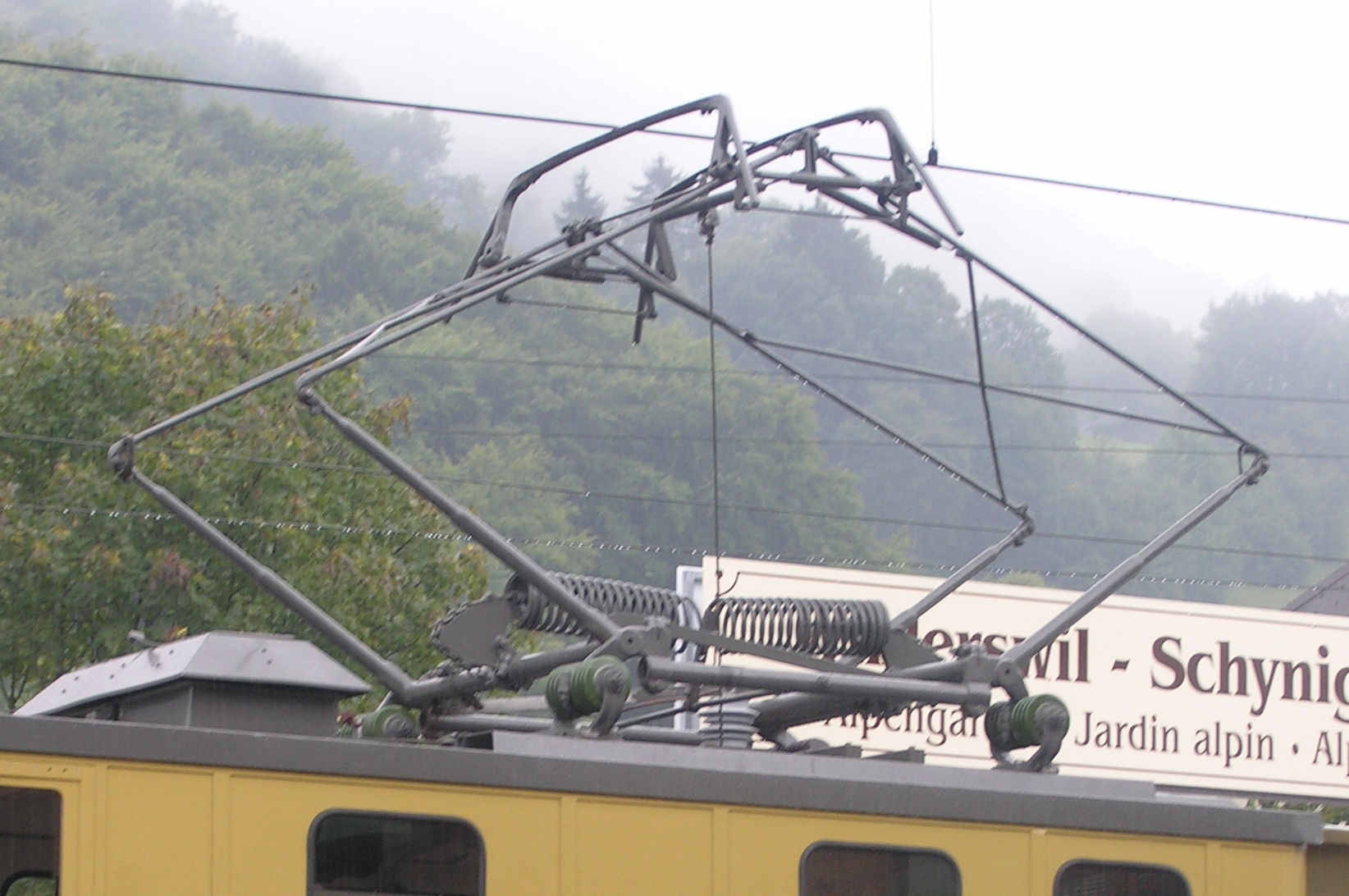
Pantògraf en forma de diamant d'una locomotora Suïssa de cremallera, a Schynige Platte. Va ser construïda en 1911.

El  pantògraf  és un mecanisme articulat que transmet l'energia elèctrica, que proporciona la força de tracció, a una locomotora, un troleibús, un tramvia o altres vehicles.

## Descripció
Se situa en el sostre de la unitat tractora i és regulable en alçada de forma automàtica, per poder arribar a la catenària independentment de l'altura a la qual es trobi el fil conductor aeri.
El pantògraf consisteix en dos rombes paral·lels articulats que subjecten un patí, pressionant contra la catenària, sota la qual llisca. Per evitar que el patí es desgasti en un sol punt, la trajectòria de la catenària es disposa en ziga-zaga, de manera que va escombrant la major part del patí provocant un desgast uniforme en tota la seva superfície.

## Tipus
Hi ha pantògrafs de diferents tensions elèctriques, variant el metall de contacte amb la catenària segons la tensió a què estigui sotmès, des dels més antics que eren de doble braç fins als més moderns «monobraç», adaptats per a velocitats molt altes.
El pantògraf ferroviari l'incorporen els trens per captar l'energia elèctrica que els fa funcionar.
El  pantògraf de tramvia és un sistema de captació de tensió, utilitzat per proveir d'energia als troleibusos

## Evolució i fesomia
La fesomia del pantògraf i el lloc de posició i les característiques tècniques han anat canviant al llarg del temps:
1. Els pantògrafs eren de dos braços i el maquinista havia d'elevar-lo manualment, també no permetia el comboi agafar grans velocitats, ja que el voltatge no era gaire elevat. Es posava a la part frontal.

1. L'estri va seguir essent de dos braços però el maquinista ja no havia d'elevar-lo ell manualment, el voltatge va augmentar, per tant els combois van aconseguir anar més ràpid. Es va seguir posant a la part frontal.
2. En l'actualitat el pantògraf ja és d'un braç i l'elevació i el descens són automàtics; a les línies de cremallera s'ajusta a l'alçada de les mènsules i de la catenària per tant va pujant i baixant. També es va aplicant aquesta tècnica a les línies normals. Pel que fa a la posició ara se sol posar enmig del comboi però hi ha excepcions.[4]

Als trens d'alta velocitat aquest és molt més prim i molt més conductor de l'electricitat, ja que la velocitat màxima arribada a Europa per un tren fou de 547 km/h.

## Ecologia
Un avantatge que té el pantògraf és que el fan servir els trens no fan servir gasolina pel seu funcionament, per tant, disminueix l'emissió de gasos contaminants a l'atmosfera. Tot i això, comporta un elevat consum d'energia, sobretot a les línies d'alta velocitat.